# Parataeniophorus brevis
Parataeniophorus brevis is een straalvinnige vissensoort uit de familie van wondervinnigen (Mirapinnidae). De wetenschappelijke naam van de soort is voor het eerst geldig gepubliceerd in 1956 door Bertelsen & Marshall.